# Provincia di Afyonkarahisar
La provincia di Afyonkarahisar (in turco Afyonkarahisar ili) è una provincia della Turchia.

## Geografia fisica
La provincia di Afyonkarahisar confina con le province di Kütahya, Eskişehir, Konya, Isparta, Burdur, Denizli e Uşak.

## Geografia antropica

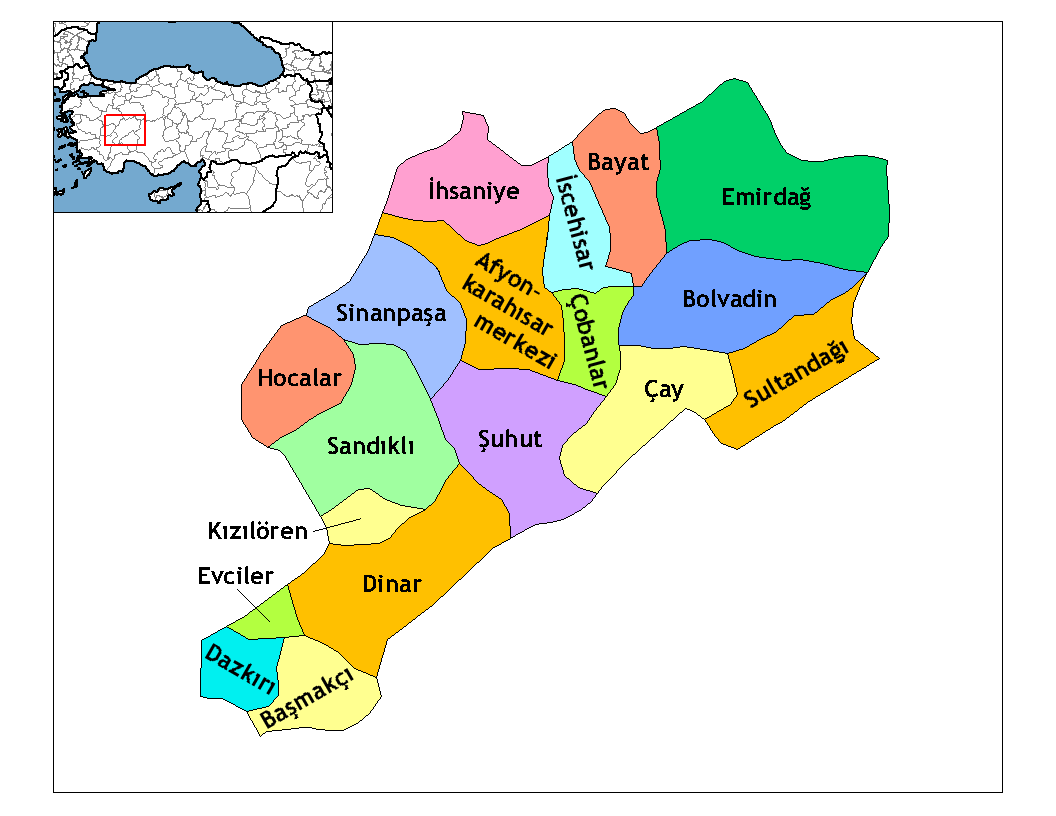
Distretti della provincia di Afyonkarahisar

La provincia è divisa in 18 distretti, a loro volta suddivisi in 107 comuni e 392 villaggi:

### Distretti
- Afyonkarahisar (centro)
- Başmakçı
- Bayat
- Bolvadin
- Çay
- Çobanlar
- Dazkırı
- Dinar
- Emirdağ

- Evciler
- Hocalar
- İhsaniye
- İscehisar
- Kızılören
- Sandıklı
- Sinanpaşa
- Sultandağı
- Şuhut

### Comuni
| Distretto      | Comune         | Sindaco             |
| -------------- | -------------- | ------------------- |
| Afyonkarahisar | Afyonkarahisar | Abdullah Kaptan     |
| Afyonkarahisar | Anıtkaya       | Remzi Kayır         |
| Afyonkarahisar | Beyyazı        | Ahmet Ünal          |
| Afyonkarahisar | Büyükkalecik   | Mustafa Kuyun       |
| Afyonkarahisar | Çayırbağ       | Mustafa Kılınç      |
| Afyonkarahisar | Çıkrık         | Hüseyin Bay         |
| Afyonkarahisar | Değirmenayvalı | Ahmet Şahin         |
| Afyonkarahisar | Erkmen         | Memduh Kuş          |
| Afyonkarahisar | Fethibey       | Recep Gönk          |
| Afyonkarahisar | Gebeceler      | Hüseyin Toğulluk    |
| Afyonkarahisar | Işıklar        | Alper Kirez         |
| Afyonkarahisar | Nuribey        | İsmail Baylan       |
| Afyonkarahisar | Salar          | Battal Coşkun       |
| Afyonkarahisar | Susuz          | Cengiz Yıldız       |
| Afyonkarahisar | Sülümenli      | Mustafa Tabak       |
| Afyonkarahisar | Sülün          | İhsan Keskin        |
| Başmakçı       | Başmakçı       | Ali Kartçı          |
| Başmakçı       | Yaka           | Ali İhsan Gürçam    |
| Bayat          | Bayat          | Mustafa Arı         |
| Bolvadin       | Bolvadin       | Ahmet Naci Helvacı  |
| Bolvadin       | Büyükkarabağ   | Av. Faruk Akyol     |
| Bolvadin       | Dişli          | Abdil Uysal         |
| Bolvadin       | Kemerkaya      | Ertuğrul Yılmaz     |
| Bolvadin       | Özburun        | Asım Kızılaslan     |
| Çay            | Akkonak        | Ramazan Ertürksoy   |
| Çay            | Çay            | Ali Yakut           |
| Çay            | Deresinek      | Nurettin Arı        |
| Çay            | Eber           | Ömer Faruk Kocabaş  |
| Çay            | İnli           | Sami Ayyıldız       |
| Çay            | Karacaören     | Osman İşler         |
| Çay            | Karamık        | Hakkı İnci          |
| Çay            | Koçbeyli       | Yakup Gülbahar      |
| Çay            | Pazarağaç      | Mükerrem Akay       |
| Çobanlar       | Çobanlar       | Salih Alaka         |
| Çobanlar       | Kocaöz         | Ali Zıbak           |
| Dazkırı        | Dazkırı        | Hüseyin Gürçam      |
| Dazkırı        | Yüreğil        | Mehmet Şentürk      |
| Dinar          | Çiçektepe      | Salih Güneş         |
| Dinar          | Dinar          | Mustafa Tarlacı     |
| Dinar          | Doğanlı        | Mehmet Yılmaz       |
| Dinar          | Haydarlı       | Veli Atakaya        |
| Dinar          | İncesu         | Zeki Avcı           |
| Dinar          | Kadılar        | Kasım Özkan         |
| Dinar          | Kınık          | Ahmet Erdal         |
| Dinar          | Tatarlı        | Hasan Pamukçu       |
| Dinar          | Uluköy         | Hüseyin Demirkan    |
| Dinar          | Yıprak         | Hayri Arslan        |
| Emirdağ        | Adayazı        | Hulusi Altınok      |
| Emirdağ        | Aşağıpiribeyli | Mustafa Küçüker     |
| Emirdağ        | Bademli        | Yusuf Cerit         |
| Emirdağ        | Davulga        | Kenan Balı          |
| Emirdağ        | Emirdağ        | Lütfi İhsan Dağ     |
| Emirdağ        | Gömü           | Hakkı Tekin         |
| Evciler        | Evciler        | Şevki Karataş       |
| Evciler        | Gökçek         | Ramazan Özkan       |
| Hocalar        | Hocalar        | Celalettin Kaya     |
| Hocalar        | Yeşilhisar     | Halil Karaaslan     |
| İhsaniye       | Ayazini        | Kuddusi Özçelik     |
| İhsaniye       | Bozhüyük       | Lokman Ekici        |
| İhsaniye       | Döğer          | Ömer Güngör         |
| İhsaniye       | Gazlıgöl       | Mehmet Kırkpınar    |
| İhsaniye       | Gazlıgölakören | İdris Kaya          |
| İhsaniye       | İhsaniye       | Halit Aşkar         |
| İhsaniye       | Karacaahmet    | Orhan Kabayel       |
| İhsaniye       | Kayıhan        | Seydi Çetin         |
| İhsaniye       | Yaylabağı      | Ahmet Keskin        |
| İscehisar      | Alanyurt       | Cemal Çakır         |
| İscehisar      | İscehisar      | Ceylan Kılınçarslan |
| İscehisar      | Seydiler       | Etem Koç            |
| Kızılören      | Kızılören      | Ali Erol            |
| Sandıklı       | Akharım        | İbrahim Özkan       |
| Sandıklı       | Ballık         | Mehmet Ergün        |
| Sandıklı       | Başağaç        | Necati Kazanpınar   |
| Sandıklı       | Karadirek      | Vedat Armağan       |
| Sandıklı       | Kızık          | Barlas Olgun        |
| Sandıklı       | Kusura         | Nihat Koçpınar      |
| Sandıklı       | Menteş         | Ahmet Akbulut       |
| Sandıklı       | Örenkaya       | Hasan Gülbunar      |
| Sandıklı       | Sandıklı       | Mustafa Özpınar     |
| Sandıklı       | Sorkun         | İhsan Vurkan        |
| Sandıklı       | Yavaşlar       | Namık Kemal Orhan   |
| Sinanpaşa      | Ahmetpaşa      | Refik Başak         |
| Sinanpaşa      | Akören         | Ahmet Batmaz        |
| Sinanpaşa      | Düzağaç        | Ömer Aksoy          |
| Sinanpaşa      | Güney          | Adem Ulupınar       |
| Sinanpaşa      | Kılıçarslan    | Orhan Çelebi        |
| Sinanpaşa      | Kırka          | Osman Ergün         |
| Sinanpaşa      | Küçükhüyük     | Beytullah Ekiz      |
| Sinanpaşa      | Nuh            | Rüştü Menekşe       |
| Sinanpaşa      | Savran         | Ahmet Yıldırım      |
| Sinanpaşa      | Sinanpaşa      | Nuri Köse           |
| Sinanpaşa      | Taşoluk        | Mevlüt Keyikpınar   |
| Sinanpaşa      | Tınaztepe      | Ahmet Selvi         |
| Sinanpaşa      | Tokuşlar       | Kamil Varol         |
| Sultandağı     | Dereçine       | İrfan Göktürk       |
| Sultandağı     | Karapınar      | Musa Özenboy        |
| Sultandağı     | Kırca          | Yılmaz Albayrak     |
| Sultandağı     | Sultandağı     | İsmail Çelik        |
| Sultandağı     | Üçkuyu         | Osman Koçer         |
| Sultandağı     | Yakasinek      | Necati Korkman      |
| Sultandağı     | Yeşilçiftlik   | Zekeriya Ölmez      |
| Şuhut          | Atlıhisar      | İbrahim Başyiğit    |
| Şuhut          | Balçıkhisar    | İhsan Gündoğan      |
| Şuhut          | Efe            | Kadir Yonca         |
| Şuhut          | Karaadilli     | Ramazan Üzmez       |
| Şuhut          | Karacaören     | Kemal Şakar         |
| Şuhut          | Kayabelen      | Selahattin Aydoğan  |
| Şuhut          | Şuhut          | Ekrem Özsoy         |